# Broken Arrow Skyrace
La Broken Arrow Skyrace est une épreuve de skyrunning disputée à Palisades Tahoe dans l'État de Californie en États-Unis. Elle a été créée en 2016.

## Histoire
En assistant à l'épreuve d'ultra-trail Western States 100, Brendan Madigan découvre une échelle menant au sommet du Washeshu Peak près de Palisades Tahoe. Cette découverte lui provoque un déclic. Il imagine alors une épreuve de trail sur le terrain technique de la région. Inspiré par les épreuves européennes de skyrunning, il conçoit alors la Broken Arrow Skyrace. La premère édition a lieu en juin 2016 et s'impose rapidement comme l'une des références de la discipline aux États-Unis.
En 2019, l'évenement rejoint la Coupe du monde de course en montagne avec l'épreuve 26K.
L'événement est annulée en 2020 en raison de la pandémie de Covid-19. Pour la même raison, il reporté en octobre l'année suivante. L'épreuve de 26K rejoint de plus le calendrier inaugural de la Golden Trail National Series US en 2021.
En 2023, un fort vent sur les hauteurs du Washeshu Peak forcent les organisateurs à changer le parcours de l'épreuve 23K. Au lieu d'une seule boucle initialement prévue, les coureurs effectuent deux fois la boucle du parcours 11K.
En 2024, la fondeuse Jessie Diggins s'élance sur l'épreuve 46K dans le but d'y effectuer son défi « Big Stupid ». Avec l'approbation des organisateurs, elle effectue trois boucles du parcours de 23 kilomètres au lieu des deux boucles de la course. Elle complète son défi en 9 h 53 min 9 s.
En 2025, l'épreuve 23K rejoint le calendrier de la Golden Trail World Series. Lors de l'événement, un fort vent contraint les organisateurs à abaisser l'arrivée de l'Ascent au KT22. Le parcours est raccourci à 3,46 km pour environ 600 m de dénivelé. Le lendemain, une tempête de neige surprend les coureurs encore sur le parcours de l'épreuve 46K. Pour assurer leur sécurité, les organisateurs décident d'annuler la fin de la course. 163 coureurs ont toutefois déjà franchi la ligne d'arrivée avec Eli Hemming le premier et Jennifer Lichter chez les femmes.

## Parcours

### Skyrace
Le départ est donné au centre de la station de Palisades Tahoe. Le parcours suit dans un premier temps l'American Discovery Trail (en) en redescendant la vallée puis remonte pour effectuer l'ascension du Snow King. Le parcours suit la crête jusqu'au KT-22 puis effectue l'ascension du Washeshu Peak en empruntant l'échelle Stairway to Heaven. Le parcours contourne ensuite l'Emigrant Peak pour descendre vers la rivière Squaw Creek avant de remonter de l'autre côté de l'Emigrant Peak. Il contourne la Broken Arrow et redescend jusqu'à la station où est donnée l'arrivée. Il mesure 21,75 km pour 1 433 m de dénivelé positif et négatif.
L'épreuve 46K consiste à parcourir la boucle deux fois.

### Kilomètre vertical
Le départ est donné à l'extérieur de Palisades Tahoe. Le parcours effectue l'ascension du KT-22, puis après une légère descente, effectue l'ascension du Washeshu Peak en empruntant l'échelle Stairway to Heaven. L'arrivée y est donnée au sommet. Il mesure 4,8 km pour 914 m de dénivelé.

## Vainqueurs

### 23K/26K
| Édition | Date | Hommes                                              | Hommes                                              | Hommes                                              | Femmes                                              | Femmes                                              | Femmes                                              |
| ------- | ---- | --------------------------------------------------- | --------------------------------------------------- | --------------------------------------------------- | --------------------------------------------------- | --------------------------------------------------- | --------------------------------------------------- |
|         |      | Rang                                                | Athlète                                             | Temps                                               | Rang                                                | Athlète                                             | Temps                                               |
| 1re     | 2016 | 1er                                                 | Eric Ghelfi                                         | 2 h 18 min 57 s                                     | 10e                                                 | Sandi Nypaver                                       | 2 h 53 min 33 s                                     |
| 2e      | 2017 | 1er                                                 | Max King                                            | 2 h 17 min 13 s                                     | 9e                                                  | Morgan Arritola                                     | 2 h 45 min 46 s                                     |
| 3e      | 2018 | 1er                                                 | Max King — 2e victoire                              | 2 h 9 min 21 s                                      | 19e                                                 | Daniella Moreno                                     | 2 h 36 min 45 s                                     |
| 4e      | 2019 | 1er                                                 | Andrew Douglas                                      | 1 h 56 min 31 s                                     | 12e                                                 | Lindsay Webster                                     | 2 h 22 min 35 s                                     |
| -       | 2020 | Course annulée en raison de la pandémie de Covid-19 | Course annulée en raison de la pandémie de Covid-19 | Course annulée en raison de la pandémie de Covid-19 | Course annulée en raison de la pandémie de Covid-19 | Course annulée en raison de la pandémie de Covid-19 | Course annulée en raison de la pandémie de Covid-19 |
| 5e      | 2021 | 1er                                                 | Joseph Gray                                         | 1 h 52 min 44 s                                     | 22e                                                 | Janelle Lincks                                      | 2 h 14 min 3 s                                      |
| 6e      | 2022 | 1er                                                 | Andy Wacker                                         | 1 h 50 min 11 s                                     | 20e                                                 | Sophia Laukli                                       | 2 h 6 min 18 s                                      |
| 7e      | 2023 | 1er                                                 | Eli Hemming                                         | 1 h 34 min 46 s                                     | 19e                                                 | Allie McLaughlin                                    | 1 h 51 min 46 s                                     |
| 8e      | 2024 | 1er                                                 | Patrick Kipngeno                                    | 1 h 45 min 37 s                                     | 34e                                                 | Joyce Muthoni Njeru                                 | 2 h 11 min 52 s                                     |
| 9e      | 2025 | 1er                                                 | Elhousine Elazzaoui                                 | 1 h 43 min 53 s                                     | 22e                                                 | Joyce Muthoni Njeru                                 | 2 h 1 min 16 s                                      |

### 46K/52K
| Édition | Date | Hommes                                              | Hommes                                              | Hommes                                              | Femmes                                              | Femmes                                              | Femmes                                              |
| ------- | ---- | --------------------------------------------------- | --------------------------------------------------- | --------------------------------------------------- | --------------------------------------------------- | --------------------------------------------------- | --------------------------------------------------- |
|         |      | Rang                                                | Athlète                                             | Temps                                               | Rang                                                | Athlète                                             | Temps                                               |
| 1re     | 2016 | 1er                                                 | Dakota Jones                                        | 4 h 56 min 36 s                                     | 22e                                                 | Sarah Keyes                                         | 6 h 29 min 50 s                                     |
| 2e      | 2017 | 1er                                                 | Tayte Pollmann                                      | 5 h 3 min 17 s                                      | 19e                                                 | Kelly Wolf                                          | 6 h 2 min 38 s                                      |
| 3e      | 2018 | 1er                                                 | Jimmy Elam                                          | 4 h 54 min 43 s                                     | 18e                                                 | Megan Kimmel                                        | 5 h 30 min 43 s                                     |
| 4e      | 2019 | 1er                                                 | Hayden Hawks                                        | 4 h 25 min 50 s                                     | 5e                                                  | Megan Kimmel — 2e victoire                          | 5 h 9 min 40 s                                      |
| -       | 2020 | Course annulée en raison de la pandémie de Covid-19 | Course annulée en raison de la pandémie de Covid-19 | Course annulée en raison de la pandémie de Covid-19 | Course annulée en raison de la pandémie de Covid-19 | Course annulée en raison de la pandémie de Covid-19 | Course annulée en raison de la pandémie de Covid-19 |
| 5e      | 2021 | 1er                                                 | Seth Ruhling                                        | 4 h 24 min 46 s                                     | 7e                                                  | Allie McLaughlin                                    | 4 h 59 min 42 s                                     |
| 6e      | 2022 | 1er                                                 | David Sinclair                                      | 4 h 22 min 6 s                                      | 13e                                                 | Jennifer Lichter                                    | 4 h 55 min 29 s                                     |
| 7e      | 2023 | 1er                                                 | Michelino Sunseri                                   | 3 h 58 min 2 s                                      | 29e                                                 | Helen Mino Faukner                                  | 4 h 50 min 19 s                                     |
| 8e      | 2024 | 1er                                                 | David Sinclair — 2e victoire                        | 4 h 0 min 27 s                                      | 15e                                                 | Toni McCann                                         | 4 h 52 min 34 s                                     |
| 9e      | 2025 | 1er                                                 | Eli Hemming                                         | 3 h 50 min 48 s                                     | 23e                                                 | Jennifer Lichter — 2e victoire                      | 4 h 42 min 32 s                                     |

### Kilomètre vertical
| Édition | Date | Hommes                                              | Hommes                                              | Hommes                                              | Femmes                                              | Femmes                                              | Femmes                                              |
| ------- | ---- | --------------------------------------------------- | --------------------------------------------------- | --------------------------------------------------- | --------------------------------------------------- | --------------------------------------------------- | --------------------------------------------------- |
|         |      | Rang                                                | Athlète                                             | Temps                                               | Rang                                                | Athlète                                             | Temps                                               |
| 1re     | 2016 | 1er                                                 | Max King                                            | 41 min 47 s                                         | 32e                                                 | Lenka Sterling                                      | 54 min 42 s                                         |
| 2e      | 2017 | 1er                                                 | JP Donovan                                          | 41 min 37 s                                         | 7e                                                  | Morgan Arritola                                     | 47 min 18 s                                         |
| 3e      | 2018 | 1er                                                 | Ryan Phebus                                         | 41 min 16 s                                         | 13e                                                 | Morgan Arritola — 2e victoire                       | 46 min 4 s                                          |
| 4e      | 2019 | 1er                                                 | Max King — 2e victoire                              | 42 min 46 s                                         | 4e                                                  | Morgan Arritola — 3e victoire                       | 45 min 50 s                                         |
| -       | 2020 | Course annulée en raison de la pandémie de Covid-19 | Course annulée en raison de la pandémie de Covid-19 | Course annulée en raison de la pandémie de Covid-19 | Course annulée en raison de la pandémie de Covid-19 | Course annulée en raison de la pandémie de Covid-19 | Course annulée en raison de la pandémie de Covid-19 |
| 5e      | 2021 | 1er                                                 | Darren Thomas                                       | 45 min 8 s                                          | 14e                                                 | Allie McLaughlin                                    | 54 min 24 s                                         |
| 6e      | 2022 | 1er                                                 | Cameron Smith                                       | 42 min 25 s                                         | 21e                                                 | Allie McLaughlin — 2e victoire                      | 48 min 46 s                                         |
| 7e      | 2023 | 1er                                                 | Andrea Rostan                                       | 39 min 51 s                                         | 19e                                                 | Anna Gibson                                         | 47 min 9 s                                          |
| 8e      | 2024 | 1er                                                 | Patrick Kipngeno                                    | 36 min 21 s                                         | 32e                                                 | Joyce Muthoni Njeru                                 | 45 min 39 s                                         |
| 9e      | 2025 | 1er                                                 | Christian Allen                                     | 23 min 49 s                                         | 24e                                                 | Anna Gibson — 2e victoire                           | 27 min 32 s                                         |